# Rui Isidro
Rui Isidro nasceu e vive na Guarda e é jornalista e foi diretor da Rádio Altitude, a rádio regional mais antiga de Portugal.
Iniciou-se no jornalismo no Jornal do Fundão, entre 1987 e 1990, sob a direcção de António Paulouro. Em 1990 fez parte da equipa fundadora da Rádio F, na Guarda. Foi colaborador local da TSF, do Diário de Notícias e do Público.
Entre 1993 e 2000 viveu em Macau, onde foi quadro do gabinete de comunicação social do governo local, durante a administração de Rocha Vieira (o último governador português do território). Desempenhou depois funções de coordenador de comunicação social na estrutura que organizou a cerimónia de transferência de poderes para a China em 20 de Dezembro de 1999. Em 2000 voltou a fixar-se na Guarda, onde assumiu a direcção editorial única da Rádio F e do semanário Terras da Beira. 
Em 2002 entrou para a direção da Rádio Altitude, onde liderou o processo de renovação da estação, após a passagem da universalidade para uma entidade empresarial privada detida em maioria pelo grupo Joalto. Foi diretor entre 1 de Janeiro de 2004 e 31 de Dezembro de 2020, o período mais longo de direção na história daquela emissora.
Possui desde 2002 o grau de European Master in Multimedia and Audiovisual Business Administration conferido pelo consórcio das universidades ICHEC St-Louis (Bélgica), Tornio Colledge of Art and Media (Finlândia), Metz (França), Atenas (Grécia) e Nova de Lisboa (Portugal), no quadro do Programa Media II da Comissão Europeia, tendo como orientador o Professor Doutor Carlos Correia.
Em Dezembro de 2006 integrou a delegação portuguesa à conferência «EUROpe in VISION - Towards a European public sphere: the EU, the media and new technologies», que reuniu em Helsínquia (Finlândia) responsáveis de operadores de rádio e televisão de toda a Europa, no âmbito do processo de consulta previsto no Livro Branco para uma Política de Comunicação Europeia.